# 江苏新闻综合广播
江苏新闻综合广播是江苏省广播电视总台的一个以新闻、公共节目为主的频率。前身是1928年由中国国民党在首都南京成立的中央广播电台，1949年中共占领南京后，改为南京人民广播电台，1952年10月随着南京与苏南、苏北合并，南京人民广播电台与当时的苏南人民广播电台、苏北人民广播电台合并为江苏人民广播电台，曾用名包括江苏人民广播电台第一套节目、江苏人民广播电台新闻综合频率，2001年6月江苏省广播电视总台成立后，更名为江苏新闻综合广播。
频率以AM702为核心覆盖资源，同时使用分设的6个中波差转频率、2个调频差转频率；其中早晚重要新闻节目与江苏新闻广播同步，其它时段主要播出公共服务，提供致富、医疗、法律、心理等方面的服务。听众主要面向江苏城镇以下人群，全天播音21小时。

## 历史
1949年4月23日，中国人民解放军进驻南京，南京解放，原中央广播电台呼号取消，改以“南京广播电台”的播音，全部转播北平新华广播电台的节目；5月6日中国人民解放军南京市军事管制委员会正式接管中央广播电台，并于5月18日建立“南京人民广播电台”。
1952年10月，随着南京与苏南、苏北合并，江苏省建制恢复，经中央广播事业局和华东人民广播电台批准，苏南人民广播电台、苏北人民广播电台和南京人民广播电台合并，组建江苏人民广播电台；1952年11月1日，苏南、苏北人民广播电台在南京以“苏南、苏北人民广播电台联合播音”的呼号向全省广播。1953年元旦，江苏人民广播电台成立，使用调幅870千赫，功率10千瓦广播，台址仍在南京西祠堂巷8号（原中央广播电台），开播后保留南京人民广播电台的呼号，使用两个频率播音。
1953年3月，徐州、南通人民广播电台停止播音，两台的机器设备及部分人员调至江苏台；1956年6月，江苏省广播管理局成立，与江苏人民广播电台实行局、台一体的体制。1961年1月，广播管理局撤销，该台成为单一的实体，开始承担全省无线和有线广播事业的管理任务。文化大革命爆发后，群众造反派组织开始夺权，该台原有组织机构瘫痪，并实行军事管制。节目方面，除天气预报外，所有自办节目全部停播，全天转播中央人民广播电台节目。1975年7月，该台解除军管，并开办《业余英语》广播讲座、同时恢复了《本省新闻和报纸摘要》（现《江苏新闻联播》）节目。
而南京台的编辑部在1959年4月划归南京市直接领导，但文艺节目及播音、技术工作仍由江苏台统一负责；1961年5月，南京台编辑部又划归江苏台统一领导，后来又几度变迁。1969年1月，南京人民广播电台呼号撤销，原南京台873千赫改为江苏台第二套节目，而江苏人民广播电台也随之更名为江苏台第一套节目。

## 节目[4]

### 与江苏新闻广播同步
- 新闻和报纸摘要（与中国之声同步）
- 江苏新闻联播
- 新闻早高峰
- 政风热线
- 新闻晚高峰（至18:30）

### 江苏新闻广播同名节目
- 新闻故事
- 新闻评弹

### 单独播出节目
- 新鲜农村
- 法治在线
- 名医坐堂
- 广播书场

其余时段播出专题类节目。